# Смъртоносни спътници
„Смъртоносни спътници“ (на английски: The Deadly Companions) е американски уестърн филм, излязъл по екраните през 1961 година, режисиран от Сам Пекинпа с участието на Морийн О'Хара и Брайън Кит в главните роли.  

## Сюжет
Внимание:  Текстът по-долу разкрива сюжета на произведението (или части от него)!
След като малкият й син е убит при банков обир, овдовялата домакиня на танцова зала Кит Тилдън е решена да го погребе до баща му в Сиринго, изоставен град разположен на територията на апачите. Жълтият крак е бивш сержант от северната армия, който случайно убива сина й, решава да й помогне да пренесе тялото през пустинята, за да бъде погребано, независимо дали Кит иска помощ или не. Той принуждава другите двама банкови обирджии, Търк, дезертьор от Конфедерацията и Били, стрелец, да ги придружат.
След като Били напада Кит, Жълтият крак го изхвърля от лагера им. След това Търк дезертира. Жълтият крак и Кит се сближават по време на пътуването до Сиринго. След като пристигат в отдавна изоставеното селище, те откриват, че Търк и Били са ги последвали, което води до престрелка между тримата мъже.

## В ролите
| Изпълнител     | Роля           |
| -------------- | -------------- |
| Морийн О'Хара  | Кит Тилдън     |
| Брайън Кит     | Жълтият крак   |
| Стив Кокран    | Били Кеплингер |
| Чил Уилс       | Търк           |
| Стродър Мартин | Парсън         |
| Уил Райт       | Доктор Актън   |
| Джеймс О'Хара  | Кал            |